# Copa Juan Pinto Durán 1963
La Copa Juan Pinto Durán de 1963 fue la primera edición del torneo. Esta versión del torneo se disputó en las ciudades de Montevideo, Uruguay y en Santiago, Chile, en partidos de ida y vuelta los días 23 de marzo y 24 de julio.
El ganador del torneo fue la selección de Uruguay, obteniendo el primer título de la competición.

## Partidos
| 23 de marzo de 1963 | Uruguay                               | 3:2 (1:0) | Chile                           | Estadio Centenario, Montevideo                              |                                                             |
|                     | Juan Pintos 12', 61' · José Sasía 56' | Reporte   | Orlando Ramírez 55' (pen.), 88' | Asistencia: 26.000 espectadores Árbitro(s): Julio Paterlini | Asistencia: 26.000 espectadores Árbitro(s): Julio Paterlini |

| 24 de julio de 1963 | Chile | 0:0     | Uruguay | Estadio Nacional, Santiago de Chile                                |                                                                    |
|                     |       | Reporte |         | Asistencia: 47.919 espectadores Árbitro(s): Domingo Massaro Conley | Asistencia: 47.919 espectadores Árbitro(s): Domingo Massaro Conley |

## Tabla
| Selección | Pts. | PJ | PG | PE | PP | GF | GC | Dif. |
| --------- | ---- | -- | -- | -- | -- | -- | -- | ---- |
| Uruguay   | 3    | 2  | 1  | 1  | 0  | 3  | 2  | +1   |
| Chile     | 1    | 2  | 0  | 1  | 1  | 2  | 3  | -1   |

| Bandera de Uruguay         |
| Campeón Uruguay 1er título |